# Ciclismo ai Giochi della VIII Olimpiade - 50 chilometri
La competizione della 50 chilometri su pista di ciclismo dei Giochi della VIII Olimpiade si tenne il giorno 27 luglio 1924 al Velodromo di Vincennes a Parigi, in Francia.

## Risultati
Di questa prova si conoscono solo i risultati delle prime posizioni e il tempo del vincitore.
| Pos.    | Atleta               | Nazione        | Tempo    |
| ------- | -------------------- | -------------- | -------- |
| Oro     | Ko Willems           | Paesi Bassi    | 1:18'24" |
| Argento | Albert Alden         | Gran Bretagna  |          |
| Bronzo  | Harry Wyld           | Gran Bretagna  |          |
| 4       | Angelo De Martini    | Italia         |          |
| 5       | Józef Lange          | Polonia        |          |
| 6       | Alfredo Dinale       | Italia         |          |
| 7       | Jan Maas             | Paesi Bassi    |          |
| n/d     | Henry Kaltenbrunn    | Sudafrica      |          |
| n/d     | Luis de Meyer        | Argentina      |          |
| n/d     | Eugenio Gret         | Argentina      |          |
| n/d     | Julio Polet          | Argentina      |          |
| n/d     | Cosme Saavedra       | Argentina      |          |
| n/d     | Robert Broadbent     | Australia      |          |
| n/d     | William Coppins      | Australia      |          |
| n/d     | George Dempsey       | Australia      |          |
| n/d     | Josef Boons          | Belgio         |          |
| n/d     | Charles Cadron       | Belgio         |          |
| n/d     | Léonard Daghelinckx  | Belgio         |          |
| n/d     | Jean Verheyen        | Belgio         |          |
| n/d     | Prodan Georgiev      | Bulgaria       |          |
| n/d     | Borislav Stoyanov    | Bulgaria       |          |
| n/d     | Joe Laporte          | Canada         |          |
| n/d     | Ricardo Bermejo      | Cile           |          |
| n/d     | Francisco Juillet    | Cile           |          |
| n/d     | Alejandro Vidal      | Cile           |          |
| n/d     | Willy Falck Hansen   | Danimarca      |          |
| n/d     | Edmund Hansen        | Danimarca      |          |
| n/d     | Mohamed Ali Mahmoud  | Egitto         |          |
| n/d     | Mohamed Madkour      | Egitto         |          |
| n/d     | Ahmed Salem Hassan   | Egitto         |          |
| n/d     | William Fenn         | Stati Uniti    |          |
| n/d     | Ignatius Gronkowski  | Stati Uniti    |          |
| n/d     | Lucien Choury        | Francia        |          |
| n/d     | Édouard Meunier      | Francia        |          |
| n/d     | Francesco Del Grosso | Italia         |          |
| n/d     | Jan Łazarski         | Polonia        |          |
| n/d     | Jaroslav Brož        | Cecoslovacchia |          |